# Albo d'oro del torneo dell'Open di Francia juniores
Elenco dei vincitori dell'Open di Francia di tennis, nelle categorie juniores. Le categorie juniores comprendono: singolare ragazzi, singolare ragazze e dal 1981 relativi tornei di doppio.
Ken Rosewall, Roy Emerson, Andrés Gimeno, Françoise Dürr, Ivan Lendl, Mats Wilander, Stan Wawrinka, Mima Jaušovec, Jennifer Capriati e Justine Henin sono riusciti a vincere il titolo del singolare sia da juniores che da senior. Todd Woodbridge, Patrick McEnroe e Martina Hingis e Roberta Vinci sono gli unici ad essersi ripetuti nel torneo di doppio.

## Albo d'oro
| Anno | Singolare                 | Singolare              | Doppio                                              | Doppio                                              |
| Anno | Maschile                  | Femminile              | Maschile                                            | Femminile                                           |
| ---- | ------------------------- | ---------------------- | --------------------------------------------------- | --------------------------------------------------- |
| 1947 | Jacques Brichant          |                        | Eventi non ancora esistenti                         | Eventi non ancora esistenti                         |
| 1948 | Kurt Nielsen              |                        | Eventi non ancora esistenti                         | Eventi non ancora esistenti                         |
| 1949 | Jean-Claude Molinari      |                        | Eventi non ancora esistenti                         | Eventi non ancora esistenti                         |
| 1950 | Roland Dubuisson          |                        | Eventi non ancora esistenti                         | Eventi non ancora esistenti                         |
| 1951 | Hamilton Richardson       |                        | Eventi non ancora esistenti                         | Eventi non ancora esistenti                         |
| 1952 | Ken Rosewall              |                        | Eventi non ancora esistenti                         | Eventi non ancora esistenti                         |
| 1953 | Jean-Noël Grinda          | Christine Brunon       | Eventi non ancora esistenti                         | Eventi non ancora esistenti                         |
| 1954 | Roy Emerson               | Beatrice de Chambure   | Eventi non ancora esistenti                         | Eventi non ancora esistenti                         |
| 1955 | Andrés Gimeno             | Maria Teresa Riedl     | Eventi non ancora esistenti                         | Eventi non ancora esistenti                         |
| 1956 | Mustapha Belkhodja        | Eliane Launay          | Eventi non ancora esistenti                         | Eventi non ancora esistenti                         |
| 1957 | Alberto Arilla            | Ilse Buding            | Eventi non ancora esistenti                         | Eventi non ancora esistenti                         |
| 1958 | Butch Buchholz            | Francesca Gordigiani   | Eventi non ancora esistenti                         | Eventi non ancora esistenti                         |
| 1959 | Ingo Buding               | Joan Cross             | Eventi non ancora esistenti                         | Eventi non ancora esistenti                         |
| 1960 | Ingo Buding               | Françoise Dürr         | Eventi non ancora esistenti                         | Eventi non ancora esistenti                         |
| 1961 | John Newcombe             | Robyn Ebbern           | Eventi non ancora esistenti                         | Eventi non ancora esistenti                         |
| 1962 | John Newcombe             | Kaye Dening            | Eventi non ancora esistenti                         | Eventi non ancora esistenti                         |
| 1963 | Nicholas Kalogeropoulos   | Monique Salfati        | Eventi non ancora esistenti                         | Eventi non ancora esistenti                         |
| 1964 | Cliff Richey              | Nicole Seghers         | Eventi non ancora esistenti                         | Eventi non ancora esistenti                         |
| 1965 | Gerald Battrick           | Esme Emanuel           | Eventi non ancora esistenti                         | Eventi non ancora esistenti                         |
| 1966 | Vladimir Korotkov         | Odile de Roubin        | Eventi non ancora esistenti                         | Eventi non ancora esistenti                         |
| 1967 | Patrick Proisy            | Corinne Molesworth     | Eventi non ancora esistenti                         | Eventi non ancora esistenti                         |
| 1968 | Phil Dent                 | Lesley Hunt            | Eventi non ancora esistenti                         | Eventi non ancora esistenti                         |
| 1969 | Antonio Muñoz             | Kazuko Sawamatsu       | Eventi non ancora esistenti                         | Eventi non ancora esistenti                         |
| 1970 | Juan Herrera              | Veronica Burton        | Eventi non ancora esistenti                         | Eventi non ancora esistenti                         |
| 1971 | Corrado Barazzutti        | Elena Granatourova     | Eventi non ancora esistenti                         | Eventi non ancora esistenti                         |
| 1972 | Christopher Mottram       | Renáta Tomanová        | Eventi non ancora esistenti                         | Eventi non ancora esistenti                         |
| 1973 | Víctor Pecci              | Mima Jaušovec          | Eventi non ancora esistenti                         | Eventi non ancora esistenti                         |
| 1974 | Christophe Casa           | Mariana Simionescu     | Eventi non ancora esistenti                         | Eventi non ancora esistenti                         |
| 1975 | Christophe Roger-Vasselin | Regina Maršíková       | Eventi non ancora esistenti                         | Eventi non ancora esistenti                         |
| 1976 | Heinz Günthardt           | Michelle Tyler         | Eventi non ancora esistenti                         | Eventi non ancora esistenti                         |
| 1977 | John McEnroe              | Anne Smith             | Eventi non ancora esistenti                         | Eventi non ancora esistenti                         |
| 1978 | Ivan Lendl                | Hana Mandlíková        | Eventi non ancora esistenti                         | Eventi non ancora esistenti                         |
| 1979 | Ramesh Krishnan           | Lena Sandin            | Eventi non ancora esistenti                         | Eventi non ancora esistenti                         |
| 1980 | Henri Leconte             | Kathleen Horvath       | Eventi non ancora esistenti                         | Eventi non ancora esistenti                         |
| 1981 | Mats Wilander             | Bonnie Gadusek         | Barry Moir Michael Robertson                        | Sophie Amiach Corinne Vanier                        |
| 1982 | Tarik Benhabiles          | Manuela Maleeva        | Pat Cash John Frawley                               | Beth Herr Janet Lagasse                             |
| 1983 | Stefan Edberg             | Pascale Paradis        | Mark Kratzmann Simon Youl                           | Carin Anderholm Helena Olsson                       |
| 1984 | Kent Carlsson             | Gabriela Sabatini      | Luke Jensen Patrick McEnroe                         | Digna Ketelaar Simone Schilder                      |
| 1985 | Jaime Yzaga               | Laura Garrone          | Petr Korda Cyril Suk                                | Mariana Pérez Roldán Patricia Tarabini              |
| 1986 | Guillermo Pérez Roldán    | Patricia Tarabini      | Franco Davín Guillermo Pérez Roldán                 | Leila Meskhi Nataša Zvereva                         |
| 1987 | Guillermo Pérez Roldán    | Nataša Zvereva         | Jim Courier Jonathan Stark                          | Natalija Medvedjeva Nataša Zvereva                  |
| 1988 | Nicolás Pereira           | Julie Halard           | Jason Stoltenberg Todd Woodbridge                   | Alexia Dechaume Emmanuelle Derly                    |
| 1989 | Fabrice Santoro           | Jennifer Capriati      | Johan Anderson Todd Woodbridge                      | Nicole Pratt Wang Shi-ting                          |
| 1990 | Andrea Gaudenzi           | Manuela Maleeva        | Sébastien Lareau Sébastien Leblanc                  | Ruxandra Dragomir Irina Spîrlea                     |
| 1991 | Andrij Medvedjev          | Anna Smashnova         | Thomas Enqvist Magnus Martinelle                    | Eva Bes Inés Gorrochategui                          |
| 1992 | Andrei Pavel              | Rossana de los Ríos    | Enrique Abaroa Grant Doyle                          | Laurence Courtois Nancy Feber                       |
| 1993 | Roberto Carretero         | Martina Hingis         | Steven Downs James Greenhalgh                       | Laurence Courtois Nancy Feber                       |
| 1994 | Jacobo Díaz               | Martina Hingis         | Gustavo Kuerten Nicolás Lapentti                    | Martina Hingis Henrieta Nagyová                     |
| 1995 | Mariano Zabaleta          | Amélie Cocheteux       | Raemon Sluiter Peter Wessels                        | Corina Morariu Ludmila Varmužová                    |
| 1996 | Alberto Martín            | Amélie Mauresmo        | Sébastien Grosjean Olivier Mutis                    | Alice Canepa Giulia Casoni                          |
| 1997 | Daniel Elsner             | Justine Henin          | José de Armas Luis Horna                            | Cara Black Irina Seljutina                          |
| 1998 | Fernando González         | Nadia Petrova          | José de Armas Fernando González                     | Kim Clijsters Jelena Dokić                          |
| 1999 | Guillermo Coria           | Lourdes Domínguez Lino | Irakli Labadze Lovro Zovko                          | Flavia Pennetta Roberta Vinci                       |
| 2000 | Paul-Henri Mathieu        | Virginie Razzano       | Marc López Tommy Robredo                            | María José Martínez Sánchez Anabel Medina Garrigues |
| 2001 | Carlos Cuadrado           | Kaia Kanepi            | Alejandro Falla Carlos Salamanca                    | Petra Cetkovská Renata Voráčová                     |
| 2002 | Richard Gasquet           | Angelique Widjaja      | Markus Bayer Philipp Petzschner                     | Anna-Lena Grönefeld Barbora Strýcová                |
| 2003 | Stan Wawrinka             | Anna-Lena Grönefeld    | Georgy Balazs Dudi Sela                             | Marta Fraga Adriana González Peñas                  |
| 2004 | Gaël Monfils              | Sesil Karatančeva      | Pablo Andújar Marcel Granollers                     | Kateřina Böhmová Michaëlla Krajicek                 |
| 2005 | Marin Čilić               | Ágnes Szávay           | Emiliano Massa Leonardo Mayer                       | Viktoryja Azaranka Ágnes Szávay                     |
| 2006 | Martin Kližan             | Agnieszka Radwańska    | Emiliano Massa Kei Nishikori                        | Sharon Fichman Anastasija Pavljučenkova             |
| 2007 | Uladzimir Ihnacik         | Alizé Cornet           | Thomas Fabbiano Andrei Karatchenia                  | Ksenija Milevskaja Urszula Radwańska                |
| 2008 | Yang Tsung-hua            | Simona Halep           | Henri Kontinen Christopher Rungkat                  | Polona Hercog Jessica Moore                         |
| 2009 | Daniel Berta              | Kristina Mladenovic    | Marin Draganja Dino Marcan                          | Elena Bogdan Noppawan Lertcheewakarn                |
| 2010 | Agustín Velotti           | Elina Svitolina        | Duilio Beretta Roberto Quiroz                       | Tímea Babos Sloane Stephens                         |
| 2011 | Bjorn Fratangelo          | Ons Jabeur             | Andrés Artuñedo Roberto Carballes                   | Irina Chromačëva Maryna Zanevs'ka                   |
| 2012 | Kimmer Coppejans          | Annika Beck            | Andrew Harris Nick Kyrgios                          | Dar'ja Gavrilova Irina Chromačëva                   |
| 2013 | Cristian Garín            | Belinda Bencic         | Kyle Edmund Frederico Ferreira Silva                | Barbora Krejčíková Kateřina Siniaková               |
| 2014 | Andrej Rublëv             | Dar'ja Kasatkina       | Benjamin Bonzi Quentin Halys                        | Ioana Ducu Ioana Loredana Roșca                     |
| 2015 | Tommy Paul                | Paula Badosa           | Alvaro Lopez San Martin Jaume Munar                 | Miriam Kolodziejova Markéta Vondroušová             |
| 2016 | Geoffrey Blancaneaux      | Rebeka Masarova        | Yshai Oliel Patrik Rikl                             | Olga Danilović Paula Arias Manjon                   |
| 2017 | Alexei Popyrin            | Whitney Osuigwe        | Nicola Kuhn Zsombor Piros                           | Bianca Andreescu Carson Branstine                   |
| 2018 | Tseng Chun-hsin           | Coco Gauff             | Ondřej Štyler Naoki Tajima                          | Caty McNally Iga Świątek                            |
| 2019 | Holger Rune               | Leylah Annie Fernandez | Matheus Pucinelli de Almeida Thiago Agustín Tirante | Chloe Beck Emma Navarro                             |
| 2020 | Dominic Stricker          | Elsa Jacquemot         | Flavio Cobolli Dominic Stricker                     | Eleonora Alvisi Lisa Pigato                         |
| 2021 | Luca Van Assche           | Linda Nosková          | Arthur Fils Giovanni Mpetshi Perricard              | Alex Eala Oksana Selechmet'eva                      |
| 2022 | Gabriel Debru             | Lucie Havlickova       | Edas Butvilas Mili Poljičak                         | Sara Bejlek Lucie Havlickova                        |
| 2023 | Dino Prižmić              | Alina Korneeva         | Jaroslav Demin Rodrigo Pacheco Mendez               | Tyra Caterina Grant Clervie Ngounoue                |
| 2024 | Kaylan Bigun              | Tereza Valentová       | Nicolai Budkov Kjær Joel Schwärzler                 | Renáta Jamrichová Tereza Valentová                  |
| 2025 | Niels McDonald            | Lilli Tagger           | Oskari Paldanius Alan Ważny                         | Eva Bennemann Sonja Zhenikhova                      |